# Rio Mavuba
Pour les articles homonymes, voir Mavuba.
Rio Mavuba, né le 8 mars 1984 en mer, est un footballeur international français. Il est le capitaine emblématique du LOSC Lille de 2009 à 2017. Son poste préférentiel est le milieu de terrain. Il met un terme à sa carrière en 2018 et devient consultant pour l'ensemble des chaînes du groupe Altice France.
Sélectionné en équipe de France à partir de 2004, il participe à la Coupe du monde 2014.

## Biographie
Né en mer sur un navire battant pavillon philippin au large de l'océan Atlantique, sa famille fuyant la guerre civile angolaise, puis réfugié en France et apatride jusqu'à l'âge de 20 ans, Rio Mavuba accède à la nationalité française en 2004. Sa mère, Thérèse Mavuba, est angolaise. Elle décède alors qu'il a deux ans. Son père, Ricky Mavuba (1949-1996), est un ancien milieu défensif zaïrois qui a participé à la Coupe du monde 1974 avec l'équipe du Zaïre. En club, son père a défendu les couleurs du club de Vita avec lequel il a remporté la ligue des champions africaine 1973. En 1996, Rio Mavuba a douze ans lorsque son père, star au Zaïre et modèle pour lui, meurt. Le joueur grandit à Mont-de-Marsan jusqu'à ses cinq ans, puis à Mérignac. Il a quatre frères plus âgés et sept sœurs.
Il vit à Faches-Thumesnil en 2014.
Le 22 juin 2017, il épouse Élodie, sa compagne, la mère de son fils Tiago et de sa fille Aliyah. Il vit désormais en Gironde.

### Parcours en club
Formé aux Girondins de Bordeaux, Rio Mavuba débute en Ligue 1 lors de la saison 2003-2004 à la suite du remplacement d'Élie Baup par Michel Pavon. Au fil des mois, il s'impose comme un cadre de l'équipe bordelaise avec d'autres jeunes comme Marouane Chamakh ou Julien Faubert. Mais sa dernière saison sous le maillot de Bordeaux est perturbée par la question récurrente d'un possible transfert en fin d'exercice. Le joueur perd la confiance de son entraîneur Ricardo en Ligue des champions au profit du jeune Pierre Ducasse, et perd son statut de titulaire en fin de saison. Le 3 juillet 2007, il rejoint l'équipe espagnole de Villarreal pour sept millions d'euros. En Espagne, Mavuba joue très peu, si bien qu'au marché des transferts de janvier 2008 en football, le club espagnol trouve un accord avec le Lille OSC pour que Mavuba rejoigne le Nord en prêt jusqu'à la fin de la saison. À l'issue de la saison, le footballeur est définitivement transféré au LOSC.
Rio Mavuba s'impose rapidement au sein de l'effectif lillois et hérite du brassard de capitaine lors de la saison 2008-2009.
Le 21 février 2011, le joueur prolonge son contrat jusqu'en juin 2015 avec le LOSC. Lors de la saison 2010-2011, Lille réalise le doublé coupe-championnat et Mavuba prend part à chacune des 38 rencontres de Ligue 1 disputées par le club nordiste.
En décembre 2011, la disponibilité et le sourire de Rio Mavuba lui valent l'attribution du Prix orange par le magazine France Football, qui récompense le joueur le plus « sympa » de l'année. Il réalise une saison 2011-2012 pleine en participant une nouvelle fois aux 38 matchs de Ligue 1. Fin 2012, il est élu dans l'équipe-type de Ligue 1 par le journal L'Équipe.
Sa saison 2012-2013 est plus difficile, notamment à cause d'une grave blessure au genou droit qui l'éloigne des terrains durant plusieurs mois. Mais dès la saison 2013-2014, il retrouve son brassard de capitaine et participe pleinement au bon début de parcours du LOSC.
Au mois de décembre 2014, le footballeur annonce à la radio son intention de quitter le LOSC à l'issue de la saison 2014-2015. Le 26 mai 2015, jour de la présentation du nouvel entraineur Hervé Renard, il prolonge à Lille jusqu'en 2019.
Lors de l'été 2017, lui et de nombreux autres joueurs du LOSC sont mis à l'écart du groupe professionnel après l'arrivée de Marcelo Bielsa. Le 21 juillet 2017, il s'engage avec le Sparta Prague pour trois ans. Mais la saison tchèque est un calvaire, entre pépins physiques et niveau en deçà, le joueur ne participe qu'à 11 matchs de championnat si bien que le club praguois annonce ne plus compter sur le joueur dès la fin mai 2018, malgré les deux années de contrat restantes.
Fin août 2018, il résilie son contrat.
Le 14 septembre 2018, Rio Mavuba prend une licence au FCE Mérignac-Arlac, évoluant en National 3.

### En sélection
En décembre 2003, Rio Mavuba participe à un rassemblement avec l'équipe nationale de la République démocratique du Congo, le pays de son père, et dispute un match amical contre l'équipe réserve de l'Olympique de Marseille. Le stage se passe bien, et Mavuba a l'espoir d'etre rappelé.
En mars 2004, il intègre l'équipe de France espoirs et en devient le capitaine dès le Tournoi de Toulon en juin 2004 jusqu'à la demi-finale de l'Euro espoirs 2006. Élu meilleur joueur de ce Tournoi de Toulon, il est ensuite appelé pour la première fois en équipe de France A par Raymond Domenech, dont c'est également le premier match en tant que sélectionneur, lors de la rencontre amicale face à la Bosnie-Herzégovine disputée le 18 août 2004. En 2018, le joueur racontera qu'à l'époque de ce match, il n'avait qu'une carte de réfugié politique et pas encore de passeport français. Comme il s'agissait d'un match amical, il avait pu jouer contre la Bosnie, mais n'avait pas pu être sélectionné lors des deux rencontres officielles suivantes. En octobre 2004, après avoir refusé la proposition de Claude Le Roy de disputer avec la RDC un match d’éliminatoires du Mondial 2006 contre le Ghana, il obtient sa seconde sélection avec les Bleus lors d'un match de qualification pour la Coupe du monde 2006 face à l'Irlande. À cette époque, il est régulièrement comparé à Jean Tigana, notamment par le sélectionneur lui-même[réf. nécessaire].
Le 20 mars 2008, Mavuba fait partie de la liste des 29 joueurs convoqués par Domenech pour affronter le Mali et l'Angleterre mais il n'entre pas en jeu. Sa dernière sélection remonte alors au 28 mars 2007 lors du match amical face à l'Autriche (victoire 1-0).
Le 9 août 2012, le footballeur est nommé dans la liste des joueurs retenus par le nouveau sélectionneur Didier Deschamps pour le match amical face à l'Uruguay qui se déroule le 15 août suivant. Sa blessure lors de la saison 2012-2013 l'éloigne à nouveau de l'équipe de France.
En novembre 2013, du fait de son bon début de saison, il est de nouveau appelé par Didier Deschamps dans le groupe des 23 joueurs retenus pour affronter l'Ukraine en match de barrages pour la coupe du Monde.
Le 13 mai 2014, Didier Deschamps annonce que Rio Mavuba est dans la liste des 23 joueurs convoqués à la Coupe du monde 2014, au Brésil. Il dispute vingt-cinq minutes dans la compétition en entrant à la place de Yohan Cabaye contre le Honduras. Ce sera sa dernière cape internationale.
À la suite de performances déclinantes en club et à l'émergence d'autres joueurs (Geoffrey Kondogbia, Morgan Schneiderlin, puis N'Golo Kanté), le milieu de terrain quitte l'équipe de France de football lors de la saison 2014-2015. Il ne sera pas appelé à l'Euro 2016.

### Reconversion
Le 3 septembre 2018, Rio Mavuba annonce en direct sur la radio RMC qu'il raccroche définitivement les crampons à 34 ans et, par la même occasion, qu'il devient consultant sur cette station. Consultant pour l'ensemble des chaînes du groupe Altice France, il commente aussi des matches de Ligue des champions et de Ligue Europa avec Éric Huet sur les chaînes RMC Sport et sur RMC Story,.
Le 11 octobre 2020, l'ancien joueur annonce qu'il va rejoindre le staff de la réserve des Girondins de Bordeaux (N3). Quelques mois auparavant, il avait déjà endossé le rôle de coach à Mérignac-Arlac, là où il avait rechaussé les crampons en amateur.
En juin 2021, après un an de formation au CNF Clairefontaine, il est diplômé du DESJEPS mention « football ». En mai 2022, il est admis à la formation pour le brevet d'entraîneur formateur de football (BEFF), qui se déroulera pendant un an au CNF Clairefontaine.
Pour la saison 2022-2023, Rio Mavuba devient consultant football pour l'opérateur Free, diffuseur officiel de la Ligue 1 depuis 2020. En 2024 il rejoint l’équipe B des Girondins de Bordeaux,
rétrogradés par la DNCG. Ils ont descendus de 2 ligue ( Ligue 2 –> National 2 ). À cause de problème financier 

## Statistiques
| Saison                | Club                  | Championnat           | Championnat | Championnat | Coupe nationale | Coupe nationale | Coupe de la Ligue | Coupe de la Ligue | Supercoupe | Supercoupe | Compétition(s) continentale(s) | Compétition(s) continentale(s) | Compétition(s) continentale(s) | Total | Total |
| Saison                | Club                  | Division              | M.          | B.          | M.              | B.              | M.                | B.                | M.         | B.         | Comp.                          | M.                             | B.                             | M.    | B.    |
| 2003-2004             | Girondins de Bordeaux | Ligue 1               | 20          | 1           | 2               | 0               | -                 | -                 | -          | -          | C3                             | 5                              | 0-                             | 27    | 1     |
| 2004-2005             | Girondins de Bordeaux | Ligue 1               | 38          | 0           | 2               | 0               | 1                 | 0                 | -          | -          | -                              | -                              | -                              | 41    | 0     |
| 2005-2006             | Girondins de Bordeaux | Ligue 1               | 37          | 0           | 2               | 0               | 3                 | 0                 | -          | -          | -                              | -                              | -                              | 42    | 0     |
| 2006-2007             | Girondins de Bordeaux | Ligue 1               | 32          | 0           | 2               | 0               | 3                 | 0                 | -          | -          | C1                             | 7                              | 0                              | 44    | 0     |
| Sous-total            | Sous-total            | Sous-total            | 127         | 1           | 8               | 0               | 7                 | 0                 | -          | -          | -                              | 12                             | -                              | 154   | 1     |
| 2007-2008             | Villarreal CF         | Liga                  | 5           | 0           | 4               | 0               | -                 | -                 | -          | -          | C3                             | 5                              | 1                              | 14    | 1     |
| Sous-total            | Sous-total            | Sous-total            | 5           | 0           | 4               | 0               | -                 | -                 | -          | -          | -                              | 5                              | 1                              | 14    | 1     |
| 2007-2008             | LOSC Lille (prêt)     | Ligue 1               | 17          | 1           | 2               | 0               | -                 | -                 | -          | -          | -                              | -                              | -                              | 19    | 1     |
| 2008-2009             | LOSC Lille            | Ligue 1               | 36          | 0           | 2               | 0               | 2                 | 0                 | -          | -          | -                              | -                              | -                              | 40    | 0     |
| 2009-2010             | LOSC Lille            | Ligue 1               | 35          | 0           | -               | -               | 2                 | 0                 | -          | -          | C3                             | 13                             | 0                              | 50    | 0     |
| 2010-2011             | LOSC Lille            | Ligue 1               | 38          | 1           | 6               | 0               | 2                 | 0                 | -          | -          | C3                             | 8                              | 0                              | 54    | 1     |
| 2011-2012             | LOSC Lille            | Ligue 1               | 38          | 1           | 2               | 0               | 1                 | 0                 | 1          | 0          | C1                             | 6                              | 0                              | 48    | 1     |
| 2012-2013             | LOSC Lille            | Ligue 1               | 19          | 0           | 1               | 0               | 1                 | 0                 | -          | -          | C1                             | 5                              | 0                              | 26    | 0     |
| 2013-2014             | LOSC Lille            | Ligue 1               | 33          | 1           | 2               | 0               | 1                 | 0                 | -          | -          | -                              | -                              | -                              | 36    | 1     |
| 2014-2015             | LOSC Lille            | Ligue 1               | 30          | 1           | 1               | 0               | 2                 | 0                 | -          | -          | C1+C3                          | 2+5                            | 0+0                            | 40    | 1     |
| 2015-2016             | LOSC Lille            | Ligue 1               | 35          | 0           | -               | -               | 2                 | 0                 | -          | -          | -                              | -                              | --                             | 37    | 0     |
| 2016-2017             | LOSC Lille            | Ligue 1               | 18          | 0           | 1               | 0               | -                 | -                 | -          | -          | C3                             | 1                              | 0                              | 20    | 0     |
| Sous-total            | Sous-total            | Sous-total            | 299         | 5           | 17              | 0               | 13                | 0                 | 1          | 0          | -                              | 40                             | 0                              | 370   | 5     |
| 2017-2018             | Sparta Prague         | HET liga              | 11          | 0           | 2               | 0               | -                 | -                 | -          | -          | C3                             | 1                              | 0                              | 14    | 0     |
| Total sur la carrière | Total sur la carrière | Total sur la carrière | 442         | 6           | 31              | 0               | 20                | 0                 | 1          | 0          | -                              | 58                             | 1                              | 552   | 7     |

### En sélections nationales
| Saison                | Sélection             | Phases finales        | Phases finales | Phases finales | Phases finales | Éliminatoires | Éliminatoires | Éliminatoires | Matchs amicaux | Matchs amicaux | Matchs amicaux | Total | Total | Total |
| Saison                | Sélection             | Compétition           | M              | B              | Pd             | M             | B             | Pd            | M              | B              | Pd             | M     | B     | Pd    |
| --------------------- | --------------------- | --------------------- | -------------- | -------------- | -------------- | ------------- | ------------- | ------------- | -------------- | -------------- | -------------- | ----- | ----- | ----- |
| 2004-2005             | France                | -                     | -              | -              | -              | 1             | 0             | 0             | 2              | 0              | 0              | 3     | 0     | 0     |
| 2006-2007             | France                | -                     | -              | -              | -              | 1             | 0             | 0             | 2              | 0              | 0              | 3     | 0     | 0     |
| 2012-2013             | France                | -                     | -              | -              | -              | 2             | 0             | 0             | 1              | 0              | 0              | 3     | 0     | 0     |
| 2013-2014             | France                | Coupe du monde 2014   | -              | -              | -              | -             | -             | -             | 3              | 0              | 0              | 3     | 0     | 0     |
| Total sur la carrière | Total sur la carrière | Total sur la carrière | 1              | 0              | 0              | 4             | 0             | 0             | 8              | 0              | 0              | 13    | 0     | 0     |

## Matchs internationaux
| Matchs internationaux de Rio Mavuba | Matchs internationaux de Rio Mavuba | Matchs internationaux de Rio Mavuba                  | Matchs internationaux de Rio Mavuba | Matchs internationaux de Rio Mavuba | Matchs internationaux de Rio Mavuba    | Matchs internationaux de Rio Mavuba                                |
| #                                   | Date                                | Lieu                                                 | Adversaire                          | Résultat                            | Compétition                            | Notes                                                              |
| ----------------------------------- | ----------------------------------- | ---------------------------------------------------- | ----------------------------------- | ----------------------------------- | -------------------------------------- | ------------------------------------------------------------------ |
| 1er                                 | 18 août 2004                        | Stade de la route de Lorient, Rennes, France         | Bosnie-Herzégovine                  | N 1 - 1                             | Match amical                           | Titulaire, remplacé par Sidney Govou à la 46e minute de jeu.       |
| 2e                                  | 9 octobre 2004                      | Stade de France, Saint-Denis, France                 | République d'Irlande                | N 0 - 0                             | Éliminatoires Coupe du monde 2006      | Titulaire.                                                         |
| 3e                                  | 31 mai 2005                         | Stade Saint-Symphorien, Metz, France                 | Hongrie                             | V 2 - 1                             | Match amical                           | Entre en jeu à la place de Vikash Dhorasoo à la 64e minute de jeu. |
| 4e                                  | 16 août 2006                        | Stade Olympique Koševo, Sarajevo, Bosnie-Herzégovine | Bosnie-Herzégovine                  | V 2 - 1                             | Match amical                           | Titulaire.                                                         |
| 5e                                  | 2 septembre 2006                    | Stade Boris-Paichadze, Tbilissi, Géorgie             | Géorgie                             | V 3 - 0                             | Éliminatoires Euro 2008                | Entre en jeu à la place de Claude Makélélé à la 58e minute de jeu. |
| 6e                                  | 28 mars 2007                        | Stade de France, Saint-Denis, France                 | Autriche                            | V 1 - 0                             | Match amical                           | Titulaire.                                                         |
| 7e                                  | 15 août 2012                        | Stade Océane, Le Havre, France                       | Uruguay                             | N 0 - 0                             | Match amical                           | Titulaire, remplacé par Étienne Capoue à la 46e minute de jeu.     |
| 8e                                  | 7 septembre 2012                    | Stade olympique, Helsinki, Finlande                  | Finlande                            | V 1 - 0                             | Éliminatoires Euro 2012                | Titulaire.                                                         |
| 9e                                  | 11 septembre 2012                   | Stade de France, Saint-Denis, France                 | Biélorussie                         | V 3 - 1                             | Éliminatoires Coupe du monde 2014      | Titulaire                                                          |
| 10e                                 | 27 mai 2014                         | Stade de France, Saint-Denis, France                 | Norvège                             | V 4 - 0                             | Match amical                           | Entre en jeu à la place de Blaise Matuidi à la 74e minute de jeu.  |
| 11e                                 | 1er juin 2014                       | Allianz Riviera, Nice, France                        | Paraguay                            | N 1 - 1                             | Match amical                           | Entre en jeu à la place de Yohan Cabaye à la 46e minute de jeu.    |
| 12e                                 | 8 juin 2014                         | Stade Pierre-Mauroy, Villeneuve-d'Ascq, France       | Jamaïque                            | V 8 - 0                             | Match amical                           | Entre en jeu à la place de Yohan Cabaye à la 59e minute de jeu.    |
| 13e                                 | 15 juin 2014                        | Stade Beira-Rio, Porto Alegre, Brésil                | Honduras                            | V 3 - 0                             | Premier tour de la Coupe du monde 2014 | Entre en jeu à la place de Yohan Cabaye à la 65e minute de jeu.    |

## Palmarès

### En club
Formé aux Girondins de Bordeaux, Rio Mavuba y remporte son premier titre en soulevant la Coupe de la Ligue en 2007, en battant l'Olympique lyonnais un but à zéro, un an après avoir été vice-champion de France derrière ce même Olympique lyonnais. 
Après un passage en Espagne, il revient en France au Lille OSC avec qui il est sacré Champion de France en 2011 avant de soulever quelques semaines plus tard la Coupe de France, s'offrant un doublé Coupe-Championnat. La même année, il s'incline lors du Trophée des Champions contre l'Olympique de Marseille et s'inclinera en finale de Coupe de la Ligue en 2016 face au Paris Saint-Germain.

### En sélection nationale
Avec l'équipe de France, Rio Mavuba compte 13 sélections et participe à la Coupe du monde 2014. Il remporte également le Tournoi de Toulon en 2004 avec les espoirs.
| Girondins de Bordeaux (1)                                                                 | Lille OSC (2) | Équipe de France espoirs (1)           |
| ----------------------------------------------------------------------------------------- | --- | -------------------------------------- |
| - Coupe de la Ligue : - Vainqueur : 2007 - Championnat de France : - Vice-champion : 2006 | - Championnat de France : - Champion : 2011 - Coupe de France : - Vainqueur : 2011 - Coupe de la Ligue : - Finaliste : 2016 - Trophée des Champions : - Finaliste : 2011 | - Tournoi de Toulon - Vainqueur : 2004 |

### Distinctions individuelles
- Membre de l'équipe-type de Ligue 1 en 2012
- Élu meilleur joueur du Tournoi de Toulon en 2004 avec l'équipe de France espoirs

## Caritatif
À l'origine, Rio Mavuba songeait à fonder une école de football en hommage à son père. Puis il décide d'utiliser la maison familiale située au Congo pour y ouvrir un orphelinat.
En avril 2009, il crée la Fondation Rio Mavuba, « Les orphelins de Makala », un orphelinat destiné à encadrer 31 enfants dans un quartier constitué de bidonvilles, et situé a Kinshasa, la capitale de la République démocratique du Congo. Ayant son père natif de ce quartier, Rio a décidé d'investir utilement et de manière durable dans ce projet. C'est dans une bâtisse où vivait son père que l'orphelinat a été créé.
En 2019, dix ans, après sa fondation, l'orphelinat accueille entre 30 et 40 orphelins, âgés de 6 à 18 ans, encadrés par quatre professionnels. A également été ouvert un foyer pour trois anciens bénéficiaires de l'orphelinat, devenus majeurs et ne pouvant plus rester avec les enfants mineurs. L'objectif est de les accompagner jusqu'à ce qu'ils puissent faire leur vie.
Rio Mavuba a beaucoup financé sa fondation avec ses propres deniers. Puis, on lui a suggéré d'organiser un grand concert caritatif pour rassembler des fonds, à Lille, ville de son principal club. Des artistes, d'anciens joueurs du LOSC, d'autres vedettes soutiennent le « capitaine au grand cœur », une place de concert finance un trimestre de scolarisation pour un orphelin. En 2019, a eu lieu la 8e édition.

## Clips vidéo
En 2015, Rio Mavuba apparaît dans le clip de la chanson Sapés comme jamais de Maître Gims featuring Niska.
En 2018, il apparaît dans le clip de la chanson Mercy de Madame Monsieur qui représentent la France au 63e Concours Eurovision de la chanson.